# Misery (Maroon 5)
Misery è un singolo del gruppo musicale statunitense Maroon 5, pubblicato il 22 giugno 2010 come primo estratto dal terzo album in studio Hands All Over.

## Descrizione
Scritto da Adam Levine, Jesse Carmichael e Sam Farrar, il brano racconta della difficile situazione in cui ci si trova alla fine di un rapporto sentimentale.

## Accoglienza
Misery è stato definito «il classico bel singolo dei Maroon 5» da MTV Buzzwhorty.

## Video musicale
Levine ha dichiarato durante un'intervista a MTV che il videoclip del brano, diretto da Joseph Kahn, si concentra più sulla violenza che sul sesso, e ruota intorno ad una donna che tenta di uccidere il proprio amante. La donna è in questo caso interpretata dalla modella russa Anna V'jalicyna, all'epoca compagna di Levine, la quale esibisce l'ombelico per tutta la durata del video. Il video è stato presentato il 1º luglio da MTV e VH1.
Il video ha ottenuto la certificazione Vevo.

## Classifiche
Il singolo si è imposto per la prima volta negli Stati Uniti nella settimana del 10 luglio 2010, ritagliandosi un posto alla 14 della Billboard Hot 100. Nelle due settimane a seguire, Misery ha fatto il suo ingresso nelle classifiche di Canada e Australia.
| Classifica (2010)      | Posizione massima |
| ---------------------- | ----------------- |
| Australia              | 39                |
| Austria                | 28                |
| Belgio (Fiandre)       | 52                |
| Belgio (Vallonia)      | 37                |
| Canada                 | 13                |
| Danimarca              | 28                |
| Europa                 | 40                |
| Germania               | 30                |
| Giappone               | 4                 |
| Irlanda                | 10                |
| Nuova Zelanda          | 38                |
| Paesi Bassi            | 32                |
| Regno Unito            | 30                |
| Slovacchia             | 27                |
| Svizzera               | 32                |
| Ungheria               | 4                 |
| U.S. Billboard Hot 100 | 14                |

## Release history
| Paese       | Data              | Formato                      |
| ----------- | ----------------- | ---------------------------- |
| Stati Uniti | 22 giugno 2010    | Digital download             |
| Stati Uniti | 29 giugno 2010    | Radio                        |
| Australia   | 22 giugno 2010    | Digital download             |
| Francia     | 23 giugno 2010    | Digital download             |
| Regno Unito | 1º settembre 2010 | CD singolo, Digital download |

## Cover
Il pezzo è stato reinterpretato da Darren Criss per la colonna sonora del telefilm Glee, pubblicato come singolo digitale e raccolto nell'album Glee presents: The Warblers.